# Alstom Prima EL2P/4
Die Alstom Prima EL2P/4 ist eine Elektrolokomotive für den Personenverkehr aus der französischen Produktfamilie von Mehrsystemfahrzeugen Alstom Prima. Die Lok wurde so konzipiert, dass sie möglichst geringe Anschaffungs- und Unterhaltungskosten für die Bahngesellschaften verursacht. Sie kann unter zwei verschiedenen Stromsystemen eingesetzt werden. Bei der SNCF ist sie als Bauart BB 27300 eingereiht. Sie hat große Ähnlichkeiten mit den Lokomotiven der Baureihe BB 27000.

## Beschreibung

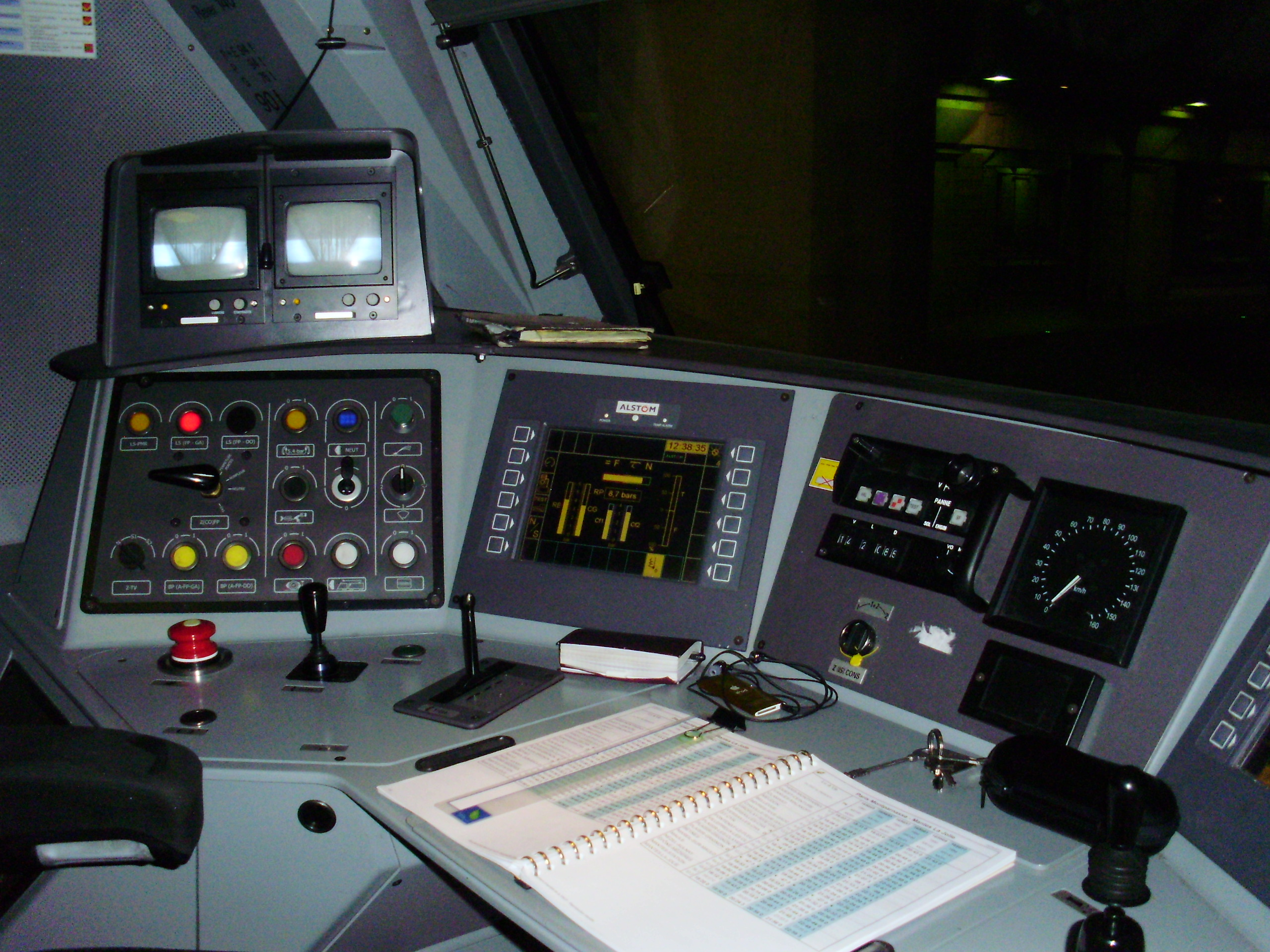
Führerstand einer BB 27300

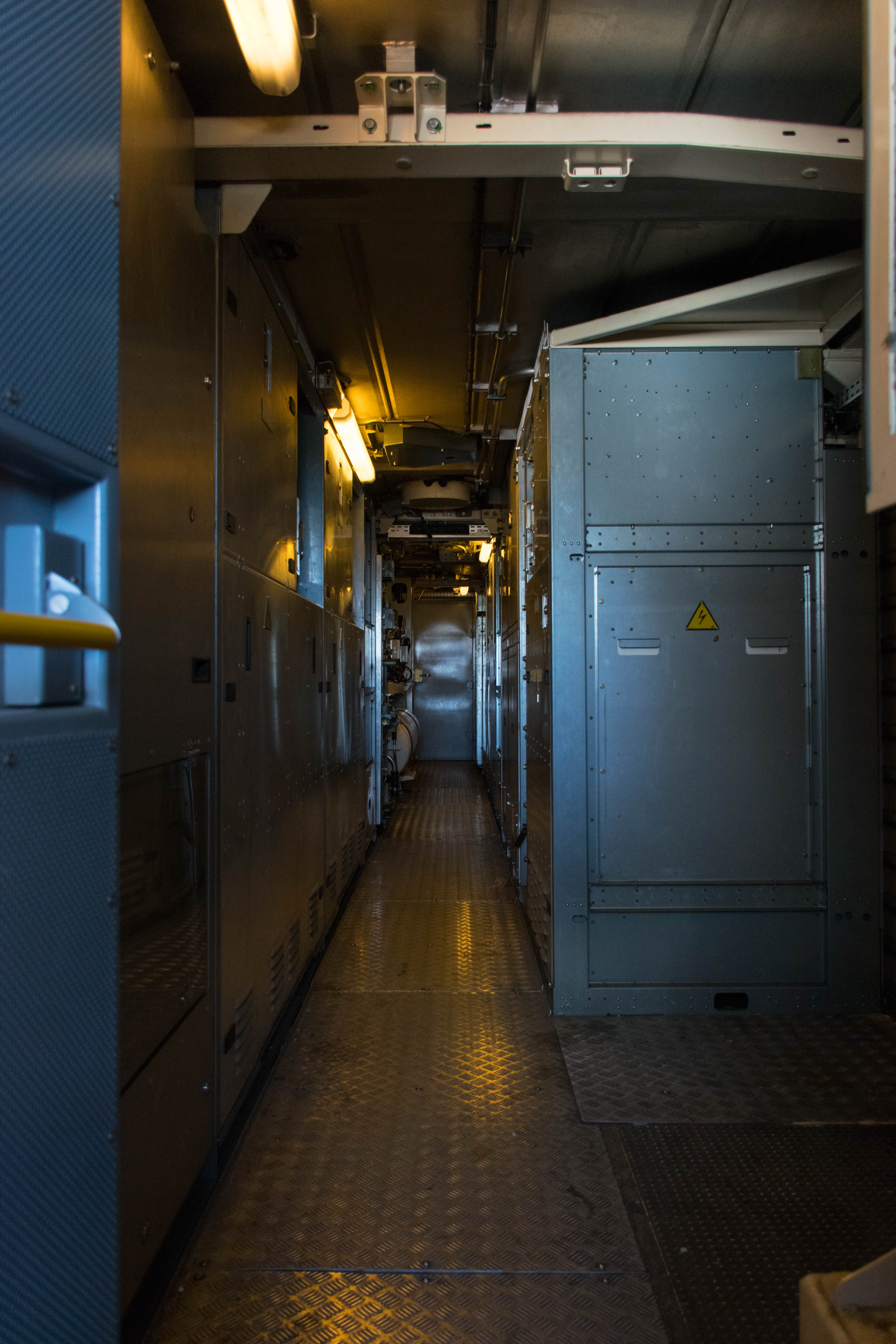
Innenansicht

Das äußere Erscheinungsbild stimmt mit der BB 27000 überein, sichtbare Unterschiede sind die Transilien-Lackierung, ein zweiter Scheibenwischer an den Frontscheiben und elektrische Kupplungen an den Stirnwänden. Die technischen Unterschiede hängen mit dem Einsatz als Personennahverkehrslokomotive zusammen, unter anderem gibt es eine 1500-V-Heizleitung, das Zugbeeinflussungssystem KVB-P und ein Reisendeninformationssystem. Für die Zugheizung wurden stärkere Transformatoren installiert und die Lokomotiven für den Betrieb ohne Zugbegleiter ausgerüstet.
Insgesamt 67 Lokomotiven wurden wie folgt geliefert: 12 im Jahr 2006, 25 im Jahr 2007, 23 im Jahr 2008, 5 im Jahr 2009 und 2 im Jahr 2010.

## Einsatz
Die BB 27300 sind seit 2006 mit überarbeiteten VB-2N-Doppelstockwagen auf den Transilien-Linien von Paris Montparnasse aus unterwegs.
24 Lokomotiven sind für den Verkehr von Bahnhof Montparnasse aus zuständig, 43 Lokomotiven für den Verkehr vom Bahnhof Saint-Lazare. Die BB 27300 sind fünf Meter länger als ihre Vorgängerlokomotiven; deshalb wurden die VB-2N-Züge von sieben auf sechs Wagen verkürzt, da einige Bahnsteige für sieben Wagen zu kurz wären.
In Paris-Montparnasse haben sie die BB 8500 und BB 25500 ersetzt, in Paris-Saint-Lazare die BB 17000; diese waren für den Vorortverkehr ungeeignet, da die Anfahrzug- und Bremskräfte verglichen mit den BB 27300 gering waren. Der ursprüngliche Vertrag über 60 Lokomotiven wurde auf 67 erweitert.

## Zukunft
Die BB 27300 sind nur vorübergehend auf Transilien-Linien unterwegs. Es ist geplant, die VB 2N zwischen 2020 und 2025 durch doppelstöckige Triebzüge zu ersetzen. Dadurch werden die BB 27300 dann wieder mit den BB 27000 im Güterverkehr zum Einsatz kommen.
Im Juli 2024 wurden 18 Lokomotiven zum Verkauf angeboten.

## Stationierung
- Achères: 43 Lokomotiven
- Montrouge: 24 Lokomotiven

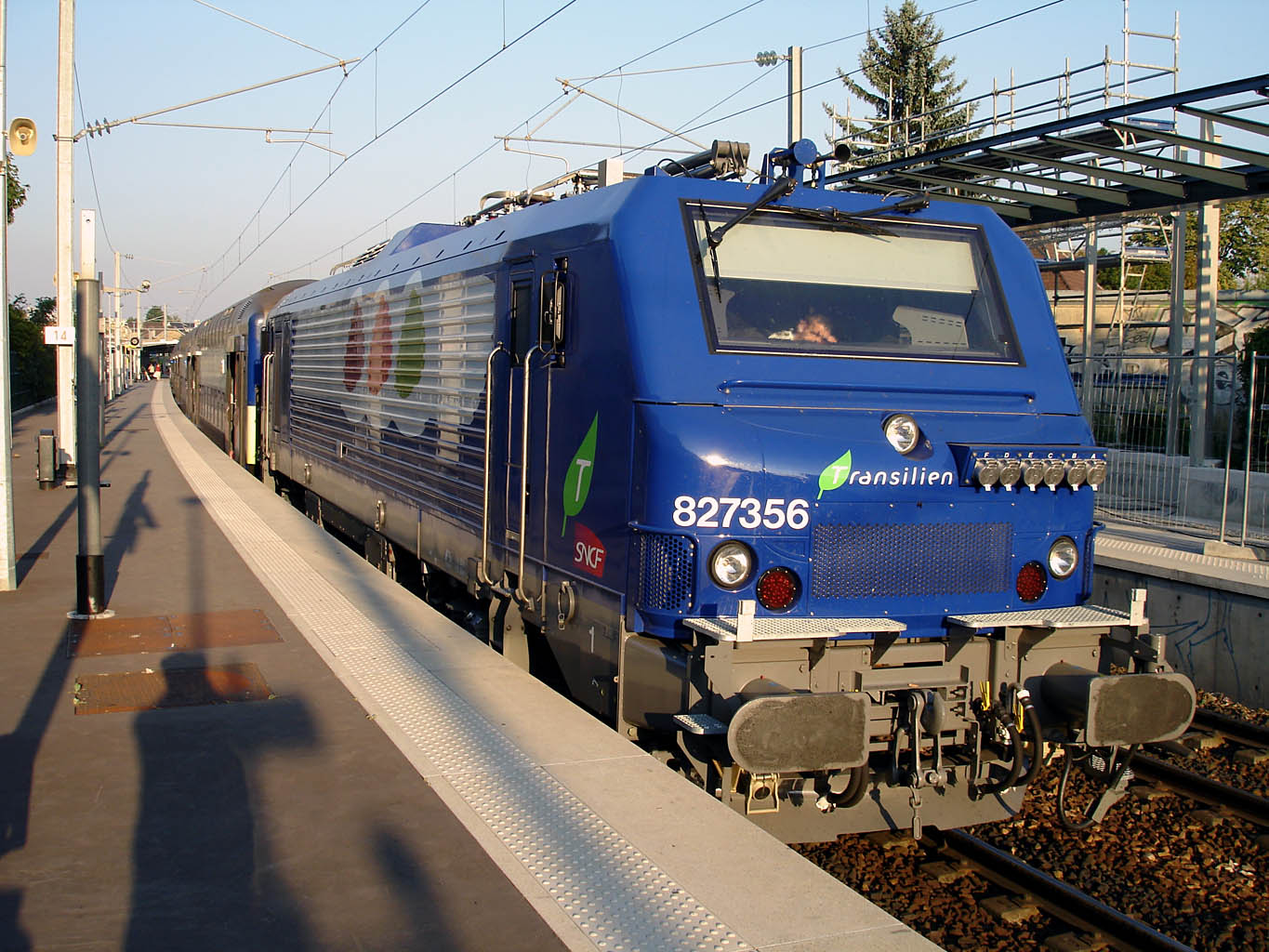
BB 27356 im Bahnhof Ermont-Eaubonne
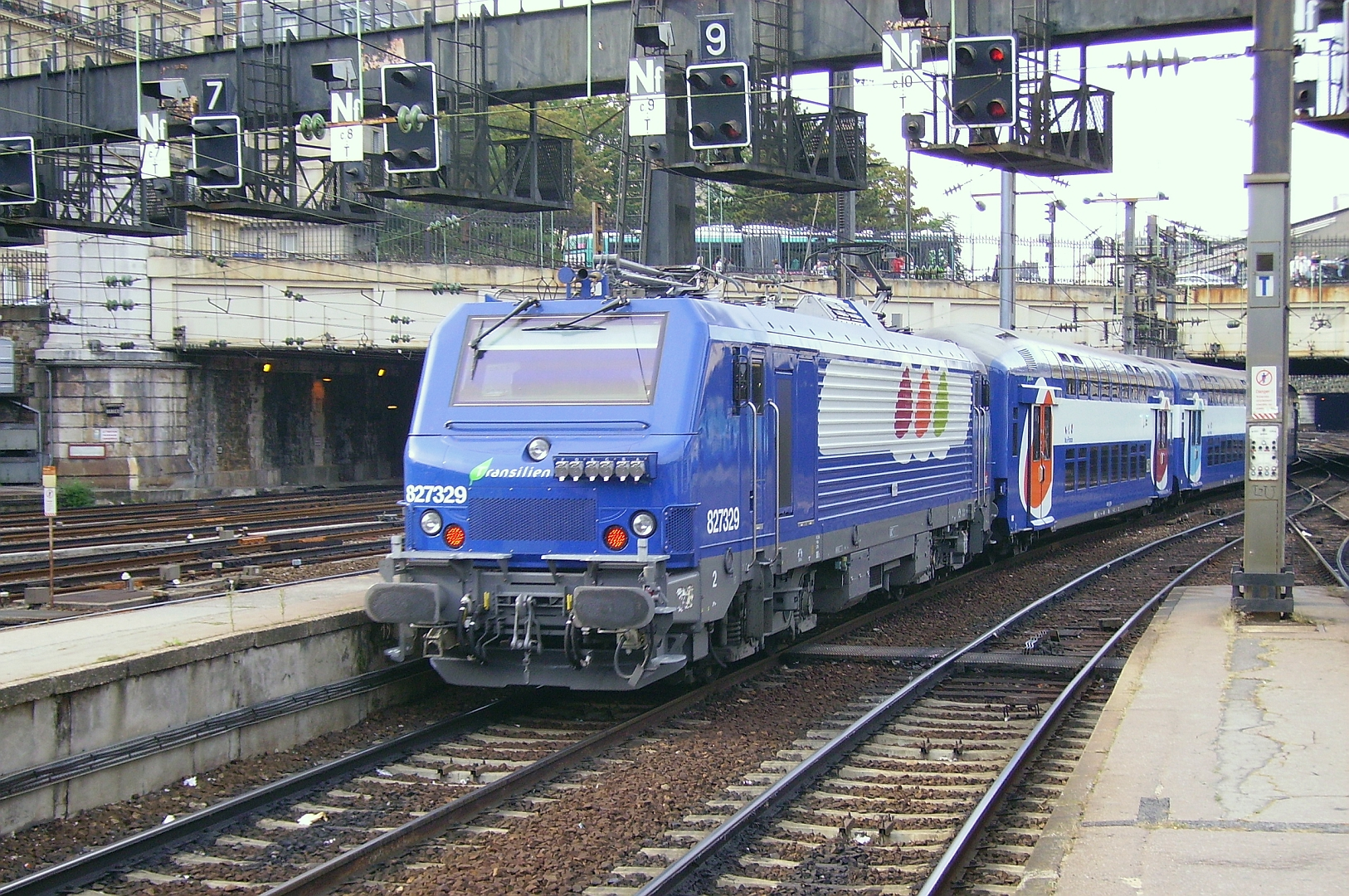
BB 27329 in der Farbgebung Transilien bei der Ausfahrt aus dem Bahnhof Paris-Saint-Lazare
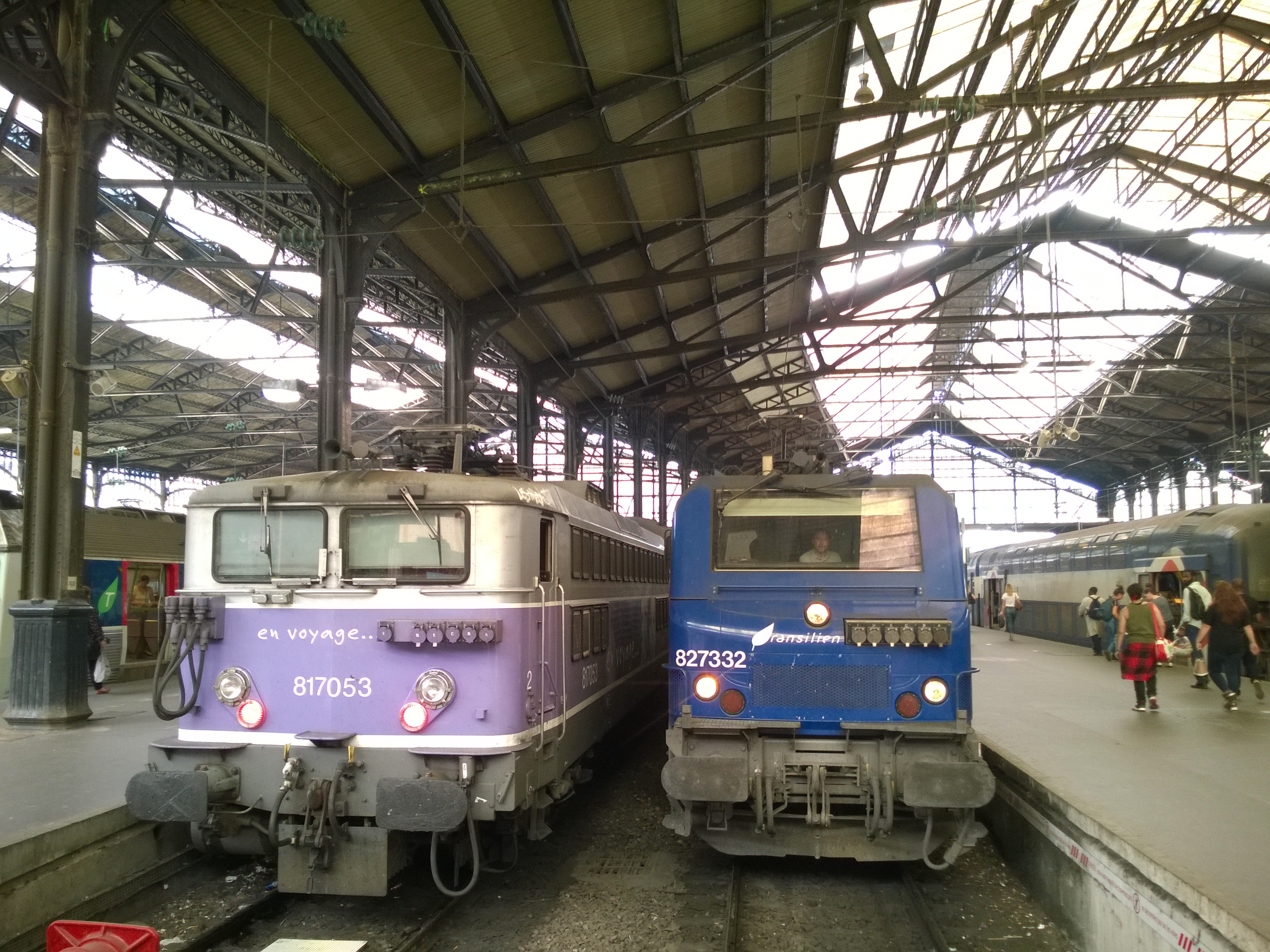
BB 27332 neben einer BB 17000 in Paris-Saint-Lazare

## Modellbau
Die BB 27300 gibt es als Modell im Maßstab 1:87 von Mehano.